# 旋龟
旋龟，是中国传说的怪龟，形狀和烏龜相似,顏色黑色。但是它的腦袋像鳥,尾巴與蛇的尾巴相似。它的聲音像劈木頭的聲音。人佩戴它可以防止耳聾,還能醫治手腳上的老繭，生活在杻陽山。记载于《山海經·南山經》。

## 原文
《山海經》云:杻陽之山,怪水出焉。其中多旋龜,鳥首虺尾,聲如破木,佩之已聾，可以为底。

## 参看
中国妖怪列表